# James Curtis Hepburn
Pour les articles homonymes, voir Hepburn.
Ne doit pas être confondu avec James Curtis.
James Curtis Hepburn (1815-1911) est un médecin, missionnaire chrétien, japonologue et lexicographe américain.

## Biographie
En 1859, Hepburn arrive à Yokohama au Japon, en tant que missionnaire. C'est un des premiers Occidentaux à venir habiter au Japon à des fins non commerciales et non diplomatiques.
Hepburn a la volonté d'introduire les Occidentaux à la langue japonaise. Il se retrouve vite confronté au problème de la mise en forme d'un dictionnaire. Il mène cependant à bien cette tâche et, en 1867, il achève le premier dictionnaire japonais-anglais destiné aux Occidentaux. Il ne se servira ni de kana, ni de kanji pour les entrées, mais de rōmaji. En résultera une méthode de transcription du japonais en lettres latines qui porte aujourd'hui encore le nom de méthode Hepburn.
En 1886, il fonde l'université Meiji Gakuin à Tōkyō.